# Максимов, Иван Леонидович
Макси́мов Ива́н Леони́дович (род. 19 ноября 1958) — советский, затем российский художник, режиссёр-мультипликатор и автор сценариев для мультфильмов, а также видеоклипов и рекламных роликов, педагог.

## Биография
Родился 19 ноября 1958 года в семье физиков. Отец Леонид Александрович Максимов — советский и российский учёный-физик, член-корреспондент РАН, профессор МФТИ. Мать Ксения Александровна Разумова (род. 1931) — российский советский физик-экспериментатор, доктор физико-математических наук, дважды лауреат Государственной премии СССР; специалист в области ядерной физики.
Рисовать начал с детства, вместе с сестрой.
Работал фотографом в институте Биофизики АМН, инженером в Институте космических исследований, учился в МФТИ, на Высших курсах сценаристов и режиссёров.
В начале 90-х годов создал логотип для игровой приставки «Денди» — слоника.
С 2000 г.по 2001 г. - карикатурист ежедневной газеты "ВРЕМЯ новостей"
C 2002 преподаватель режиссуры в школе-студии ШАР (Москва).
В 2003 году принял участие в разработке компьютерной игры «Полная труба».
10 сентября 2009 года — первая персональная выставка Ивана Максимова «Мир, где нету взрослых».
C 2011 преподаватель режиссуры в своей авторской школе Питермультарт (Санкт-Петербург).
В 2011-2012 г. занимался иллюстрациями для газеты «Московские новости».
11 марта 2014 года Максимов, впервые воспользовавшись краудфандингом, начал сбор средств на новый мультфильм «Скамейки» на сайте Planeta.ru.

## Цитаты
Когда я стал мультипликатором, вывел для себя принцип: красиво и смешно. Потом понял: чем больше красоты, тем менее смешно. А красиво и смешно – это векторы, которые в разные стороны смотрят. То есть, чтобы добавить смешного, нужно сделать как можно более примитивное изображение.
Я вообще реальный мир особенно и не воспринимаю, он мне не интересен.

## Работы

### Фильмография
Режиссёр
- 1989 Слева направо (ФРУ-89)
- 1990 5/4
- 1992 Провинциальная школа
- 1992 Болеро
- 1993 Н+2
- 1994 Либидо Бенджамина
- 1995 Добро пожаловать в XXI век
- 1996 Нити
- 1998 Optimus mundus 20. Два трамвая
- 2000 Эта мелочь защитит обоих
- 2000 Сотворение мира за 24 секунды
- 2000 Задние проходы города Выборга
- 2001 Люба
- 2002 Медленное бистро
- 2002–2011 Mosquitall рекламные ролики
- 2003 Ветер вдоль берега
- 2004 Потоп
- 2005 Туннелирование
- 2007 Дождь сверху вниз
- 2008 Дополнительные возможности Пятачка
- 2010 Приливы туда-сюда
- 2011 Вне игры
- 2012 Длинный мост в нужную сторону
- 2013 Бум-бум, дочь рыбака
- 2015 Совы нежные
- 2015 Скамейки № 0458
- 2016 Художник и хулиганы
- 2017 Возьми любой момент из детства
- 2017 Дивергенция D
- 2017 Альтернативная прогулка (альманах «Сказки XXI века-4»)
- 2018 Старушка-жизнь vs старушка-смерть
- 2019 Одинокий монстр в поиске
- 2020 Кто Мы Идём Зачем?
- 2021 О нееет!

Художественный руководитель
- 2010 Везуха!

### Видеоигры
- Полная труба

## Награды и номинации

### Государственные и ведомственные награды
- Медаль ордена «За заслуги перед Отечеством» II степени (22 апреля 2013 года) — за большие заслуги в развитии отечественной культуры и искусства, многолетнюю плодотворную деятельность[6]
- Благодарность Министерства культуры Российской Федерации (16 января 2012 года) — за большой вклад в российскую анимацию, многолетнюю плодотворную работу и в связи со 100-летием мультипликационного кино[7]

### Премии
- 1991 — Номинация на премию «Ника» за лучший анимационный фильм (5/4")
- 1993 — «Золотой медведь» Берлинского международного кинофестиваля за лучший короткометражный фильм («Болеро»)[8]
- 1993 — Премия «Ника» за лучший анимационный фильм («Болеро»)
- 2003 — Номинация на премию «Ника» за лучший анимационный фильм («Медленное бистро»)
- 2007 — Номинация на премию «Золотой орёл» за лучший анимационный фильм («Дождь сверху вниз»)
- 2008 — Номинация на премию «Ника» за лучший анимационный фильм («Дождь сверху вниз»)
- 2013 — Номинация на премию «Золотой орёл» за лучший анимационный фильм («Вне игры»)
- 2013 — Номинация на премию «Ника» за лучший анимационный фильм («Длинный мост в нужную сторону»)
- 2014 — Номинация на премию «Золотой орёл» за лучший анимационный фильм («Длинный мост в нужную сторону»)

### Призы на кинофестивалях
1989 «СЛЕВА НАПРАВО» — вторая курсовая работа — вторая часть сборника «ФРУ-89»
- Спец. приз фестиваля VITA LONGA (Москва)

1990 «5/4» дипломная работа
- Приз критики FIPRESCI фестиваля коротких фильмов в Оберхаузэне (Германия)
- Приз за лучший анимационный фильм фестиваля «Дебют»
- Номинация на профессиональный приз СК «Ника»
- Приз за лучший анимационный фильм фестиваля в Дьере (Венгрия) МЕDIAWAVE
- III приз фестиваля «JAZZ IMAGE» в Риме (Италия).

1992 «БОЛЕРО»
- Главный приз «Золотой медведь» Берлинского фестиваля
- Профессиональный приз Союза Кинематографистов «Ника»
- Приз «Кубок Монтекатини» (Италия)

1994 «ЛИБИДО БЕНДЖАМИНО»
- Профессиональный приз Академии Сатиры и Юмора «Золотой Остап»

2001 муз.клип «Люба»
- приз фестиваля «Крок» в номинации коммерч. анимации

2003 «МЕДЛЕННОЕ БИСТРО»
- Приз фестиваля «Золотая рыбка»
- Приз анимационного фестиваля в г. Суздаль
- Номинация на профессиональный приз СК «Ника»

2004 «ВЕТЕР ВДОЛЬ БЕРЕГА»
- Гранпри анимационного фестиваля в г. Суздаль
- 2 приза фестиваля «Золотая рыбка»
- Приз фестиваля «Окно в Европу» (Выборг)
- Приз анимационного фестиваля Синанима (Эшпиньо, Португалия)
- Приз анимационного фестиваля в Чангжоу (Китай)
- Приз фестиваля короткометражных фильмов Corto Imola Festival в Италии
- Приз фестиваля короткометражных фильмов в Эвора(Португалия)
- Приз критиков и киножурналистов «Золотой Овен»
- Приз зрительских симпатий на фестивале «Фантош» (Баден, Швейцария)
- Приз анимационного фестиваля «Крок»
- Приз анимационного фестиваля в Загребе

2006 «Туннелирование»
- Приз анимационного интернет-фестиваля AniBoom

2007 «Дождь сверху вниз»
- Приз анимационного фестиваля «Анимаевка» 2007
- Приз анимационного фестиваля «Крок» 2007
- Гран-при + приз «За режиссуру» анимационного фестиваля в г. Суздаль 2008
- Номинация на профессиональный приз СК «Ника»
- Приз анимационного фестиваля «Золотая Рыбка» 2008
- Приз анимационного интернет-фестиваля Animacam.tv

2011 «Приливы туда-сюда»
- Приз анимационного фестиваля «Крок» 2011
- SAN GIÒ VERONA VIDEO FESTIVAL 2011 (лучший анимационный фильм)
- EKSJÖ ANIMATION FESTIVAL 2011 Sweden

2012 «Вне игры» [6’05"]
- приз в Варне (Болгария)

2013 «Длинный мост в нужную сторону» [8’50"]
- приз «За режиссуру» анимационного фестиваля в г. Суздаль 2013
- приз в Варне (Болгария)
- приз в Блэкроке (Ирландия)
- приз в Баня-Луке (Босния и Герцеговина)

2013 «Бум-бум дочь рыбака» [8’25"]
- Гран-При на 44-м ежегодном кинофестивале в Тампере

2014 «Скамейки № 0458»
- победитель в категории коротких фильмов 1-10' на фестивале «ЗЛАТЕН КУКЕР-СОФИЯ» 2016
- приз зрительских симпатий в Висбадене 2016